# Lathraeodiscus
Lathraeodiscus is een monotypisch geslacht van schimmels uit de familie Pyronemataceae. De typesoort is Lathraeodiscus arcticus.